# Рудольф Герман Фрідріх Гнейст
Генріх Рудольф Герман Фрідріх фон Гнейст (нім. Heinrich Rudolf Hermann Friedrich von Gneist; 13 серпня 1816, Берлін — 22 липня 1895, Берлін) — пруський юрист і політик.

## Біографія

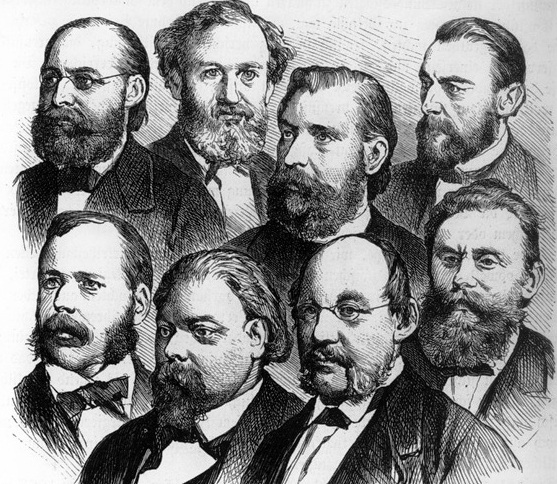
Лідери Націонал-ліберальної партії. Верхній ряд: Вільгельм Вехренфенінг, Едуард Ласкер, Генріх фон Трейчке, Johann von Miquel. Нижній ряд: Франц фон Роггенбах, Карл Браун, Рудольф фон Гнейст, Людвіг Бамбергер

Рудольф фон Гнейст народився 13 серпня 1816 року в Берліні.
Навчався в середній школі в Айслебені. З 1833 року вивчав право в Берліні. Там він став членом братства студентів «Старий Берлін». Після заохочення (1838) і докторській дисертації (1839), він став приват-доцентом на юридичному факультеті Берлінського університету і викладав з 1844 року як професор публічного права. У 1845 році він став екстраординарним, а у 1858 році призначений ординарним професором Берлінського університету.
Депутат прусської палати і рейхстагу. Член міської ради (1845—1849 та 1858—1875). З 1867 року Гнейст  один з керівників Націонал-ліберальної партії. Він висловлювався за розширення в Пруссії правової держави і незалежної судової системи. Відомий сьогодні, в першу чергу, як провідний прихильник незалежної і автономної адміністративної юстиції. Один з засновників і перший президент Асоціації з соціальної політики («академічних соціалістів»). У 1888 році отримав дворянський титул і право носити прізвище фон Гнейст.
Президент 7-го (1868, Гамбург), 9-го (1871, Штутгарт), 10-го (1872, Франкфурт-на-Майні), 11-го (1873, Ганновер), 12-го (1875, Нюрнберг), 13-го (1876, Зальцбург), 14-го (1878,Єна), 16-го (1882, Кассель), 17-го (1884, Вюрцбург), 18-го (1886, Вісбаден), 20-го (1889, Страсбург) і 22-го (1893, Аугсбург) з'їздів німецьких юристів. Жоден інший адвокат не мав такого визнання до цього так часто.
У 1888 році завдяки своїм соціальним послугам робітничому класу обраний почесним членом «Товариства взаємодопомоги громадських робіт» в Любеку.
Генріх Рудольф Герман Фрідріх фон Гнейст помер 22 липня 1895 року в рідному місті і похований на Старому цвинтарі святого Матвія в Берліні.